# Mühlenbecker Land
Mühlenbecker Land ist eine amtsfreie Gemeinde im Landkreis Oberhavel in Brandenburg. Sie entstand 2003 durch den Zusammenschluss der vier ehemals selbstständigen Gemeinden Mühlenbeck, Schildow, Schönfließ und Zühlsdorf.

## Geografie
Die Gemeinde liegt am nördlichen Stadtrand Berlins.
Nachbargemeinden sind
- im Süden: Glienicke/Nordbahn, Berlin (Ortsteil Lübars im Bezirk Reinickendorf, Ortsteil Blankenfelde im Bezirk Pankow)
- im Osten: Wandlitz (Ortsteil Schönwalde)
- im Norden: Oranienburg (Ortsteil Wensickendorf)
- im Westen: Hohen Neuendorf (Ortsteil Bergfelde), Berlin (Ortsteil Frohnau im Bezirk Reinickendorf), Birkenwerder (Wohnplatz Kolonie Briese)

## Gemeindegliederung
Die Gemeinde gliedert sich nach ihrer Hauptsatzung in vier Ortsteile (Einwohnerzahl: 31. Dezember 2021):
- Mühlenbeck (4376 Einwohner)
- Schildow (6821 Einwohner)
- Schönfließ (2354 Einwohner)
- Zühlsdorf (2597 Einwohner).

Zusätzlich bestehen die Wohnplätze Bieselheide, Buchhorst, Feldheim, Försterei Zühlslake, Groß-Stückenfeld, Lubowsee, Mönchmühle, Seefeld, Steinpfuhlsiedlung, Summt, Woltersdorf, Zühlsdorfer Mühle und Zühlslake.

## Geschichte
Die Gemeinde Mühlenbecker Land entstand am 26. Oktober 2003 aus dem freiwilligen Zusammenschluss der bis dahin selbstständigen Gemeinden Mühlenbeck, Schildow, Schönfließ und Zühlsdorf.
- Zur Geschichte von Mühlenbeck

→ siehe Mühlenbeck (Mühlenbecker Land)#Geschichte
- Zur Geschichte von Schildow

→ siehe Schildow#Geschichte
- Zur Geschichte von Schönfließ

→ siehe Schönfließ (Mühlenbecker Land)#Geschichte
- Zur Geschichte von Zühlsdorf

→ siehe Zühlsdorf#Geschichte

## Bevölkerungsentwicklung
| Jahr | Einwohner |
| ---- | --------- |
| 2003 | 11 878    |
| 2005 | 12 855    |
| 2010 | 14 071    |
| 2015 | 14 795    |
| 2020 | 15 430    |

| Jahr | Einwohner |
| ---- | --------- |
| 2021 | 15 513    |
| 2022 | 15 339    |
| 2023 | 15 215    |
| 2024 | 15 177    |

Gebietsstand des jeweiligen Jahres, Einwohnerzahl: Stand 31. Dezember (ab 1991). Ab 2011 auf Basis des Zensus 2011. Ab 2022 auf Basis Zensus 2022

## Politik

### Gemeindevertretung
Die Gemeindevertretung von Mühlenbecker Land besteht entsprechend der Einwohnerzahl der Gemeinde aus 28 Mitgliedern und dem hauptamtlichen Bürgermeister. Die Kommunalwahl am 9. Juni 2024 führte bei einer Wahlbeteiligung von 72,0 % zu folgendem Ergebnis:
| Partei / Wählergruppe                 | Sitze 2003 | Sitze 2008 | Sitze 2014 |  | Sitze 2019 | Stimmenanteil 2019 |  | Sitze 2024 | Stimmenanteil 2024 |
| ------------------------------------- | ---------- | ---------- | ---------- |  | ---------- | ------------------ |  | ---------- | ------------------ |
| CDU                                   | 9          | 5          | 6          |  | 5          | 23,3 %             |  | 7          | 26,2 %             |
| AfD                                   | –          | –          | –          |  | –          | –                  |  | 5          | 20,6 %             |
| SPD                                   | 6          | 5          | 7          |  | 6          | 25,0 %             |  | 5          | 18,0 %             |
| Freie Wähler Mühlenbecker Land        | –          | 2          | 2          |  | 4          | 16,7 %             |  | 3          | 11,4 %             |
| Bündnis 90/Die Grünen                 | 1          | 1          | 1          |  | 3          | 12,8 %             |  | 3          | 11,2 %             |
| Die Linke                             | 3          | 5          | 3          |  | 2          | 09,6 %             |  | 2          | 07,1 %             |
| FDP                                   | 1          | 2          | 1          |  | 1          | 04,1 %             |  | 1          | 02,9 %             |
| Einzelbewerber Patrick Leiste         | –          | –          | –          |  | –          | –                  |  | 1          | 02,6 %             |
| Aktionsgemeinschaft Mühlenbecker Land | 2          | 1          | 1          |  | 1          | 06,4 %             |  | –          | –                  |
| Piraten                               | –          | –          | –          |  | –          | 02,2 %             |  | –          | –                  |
| NPD                                   | –          | 1          | 1          |  | –          | –                  |  | –          | –                  |
| Insgesamt                             | 22         | 22         | 22         |  | 22         | 100 %              |  | 27         | 100 %              |

Bei der Wahl 2024 entfielen auf die AfD sechs Sitze, von denen einer unbesetzt bleibt, weil die Partei nur fünf Kandidaten nominiert hatte.
In jedem der vier Ortsteile gibt es einen Ortsbeirat, der aus jeweils fünf Personen besteht und sich um örtliche Belange kümmert. Der Ortsvorsteher ist Vorsitzender des Ortsbeirates.

### Bürgermeister
- 2003–2011: Klaus Brietzke (CDU)
- seit 2011:00Filippo Smaldino (SPD)[12]

Smaldino wurde am 1. September 2019 mit 52,0 % der gültigen Stimmen gewählt. Seine Amtszeit beträgt acht Jahre.

### Parteiortsvereine
CDU
Seit 2011 ist Mario Müller der Vorsitzende der CDU Mühlenbecker Land.
SPD
Am 8. April 2003 wurde in Mühlenbeck (vor der Zusammenführung zum Mühlenbecker Land) der SPD-Ortsverein gegründet. Seit dem 21. Juni 2022 ist Bonnie Bernburg die Vorsitzende des Ortsvereins Mühlenbecker Land.
AfD
Der AfD-Ortsverband Mühlenbecker Land wurde am 1. März 2024 als 8. Ortsverein im Unterbezirk Oberhavel gegründet. Mit der Gründung wurde Yvonne Prause zur Ortsvorsitzenden gewählt.

### Wappen
| Wappen von Mühlenbecker Land | Blasonierung: „Im gold-bordierten blauen Schild über einem wellenförmig silbern-grün geteilten Wellenschildfuß ein silbernes Mühlrad.“ |
| Wappen von Mühlenbecker Land | Das Wappen wurde vom Heraldiker Frank Diemar gestaltet und am 26. Oktober 2005 durch das Ministerium des Innern genehmigt.             |

### Flagge
„Die Flagge ist Grün – Weiß – Grün (1:6:1) gestreift und mittig mit dem Gemeindewappen belegt.“

### Dienstsiegel
Das Dienstsiegel zeigt das Wappen der Gemeinde mit der Umschrift GEMEINDE MÜHLENBECKER LAND • LANDKREIS OBERHAVEL.

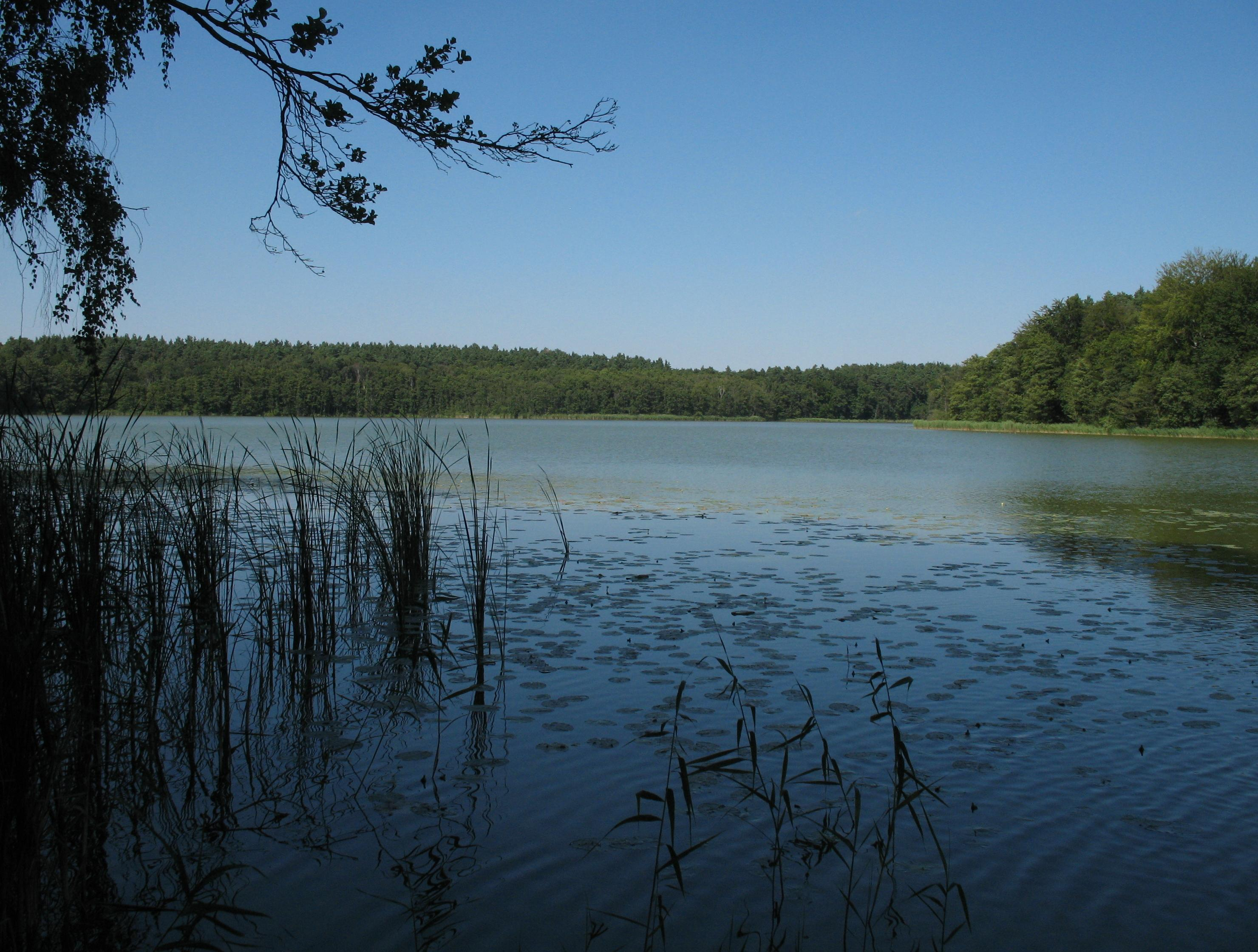
Mühlenbecker See

## Sehenswürdigkeiten
- Liste der Baudenkmale in Mühlenbecker Land

## Verkehr

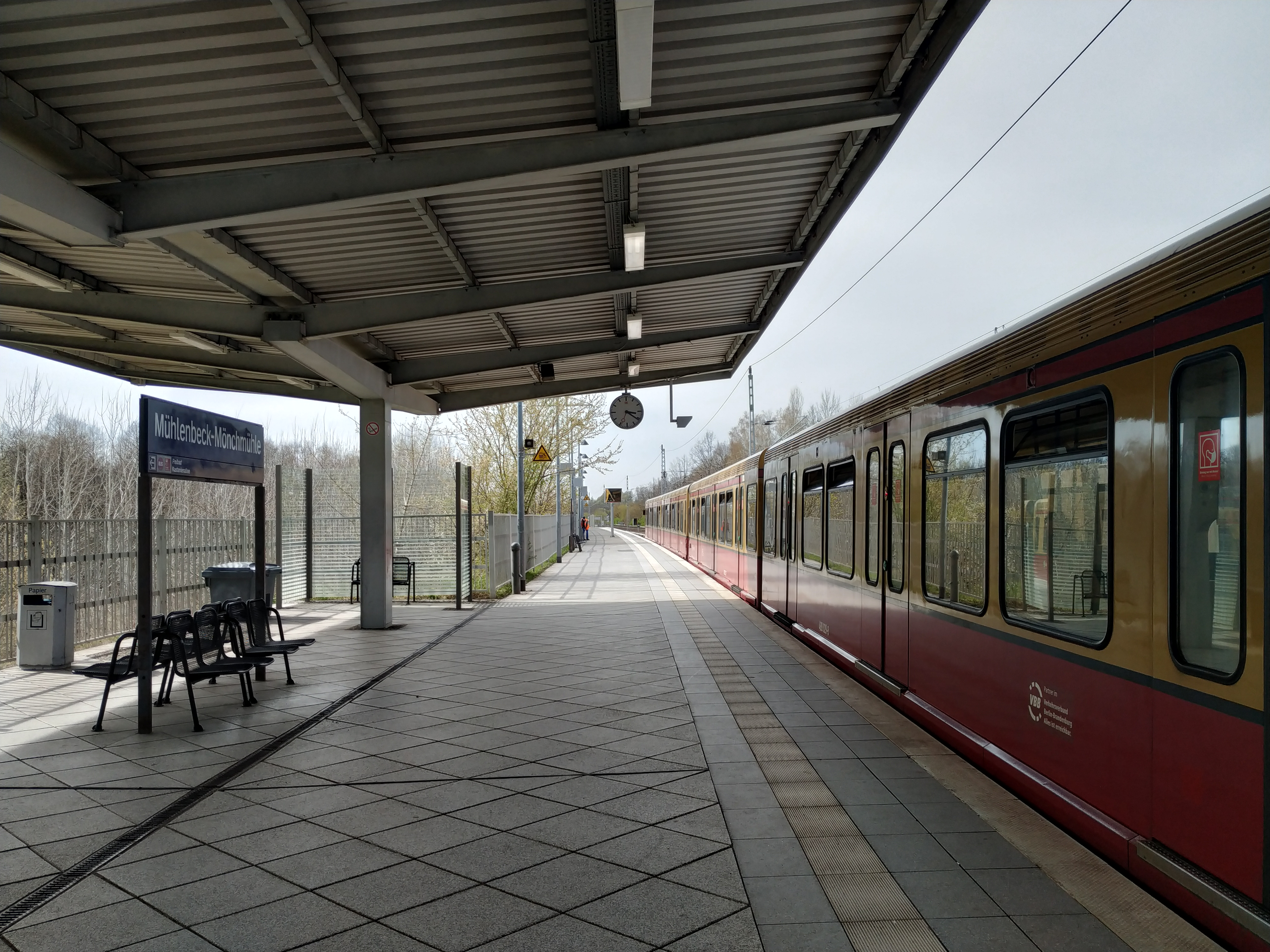
Haltepunkt Mühlenbeck-Mönchmühle

Die Bundesstraße 96a zwischen Berlin und Birkenwerder, die Landesstraße L 21 vom Ortsteil Schildow nach Zehdenick sowie die touristische Route Deutsche Tonstraße führen durch das Gemeindegebiet. Die nächstgelegene Autobahnanschlussstelle ist Mühlenbeck an der A 10 (Berliner Ring).
Die Gemeinde ist über die S-Bahn-Linie S8 an das Berliner Verkehrsnetz angebunden. Im Gemeindegebiet liegen die parallel zum Berliner Außenring verlaufenden Stationen Mühlenbeck-Mönchmühle und Schönfließ. Der Haltepunkt Mühlenbeck-Mönchmühle ging am 2. September 1984 in Betrieb; ein Passimetergebäude am östlichen Bahnsteigende wurde 2009 wegen ständigem Vandalismus abgerissen.
Im Ortsteil Zühlsdorf hält die Regionalbahnlinie RB27 Wensickendorf–Berlin-Karow am gleichnamigen Haltepunkt der Heidekrautbahn. Der Bahnhof Mühlenbeck entstand zu Beginn des 20. Jahrhunderts mit der Einrichtung der Bahnverbindung zwischen Berlin-Wilhelmsruh und Großschönebeck bzw. Liebenwalde, er verfügt über ein einfaches würfelförmiges Empfangsgebäude. Die im Museumsverkehr eingesetzten Züge halten hier nicht.
Im Ort verkehren die BVG-Buslinie 107 und die OVG-Buslinien 806, 809 und 810; der Ortsteil Zühlsdorf hat darüber hinaus mit der Buslinie 891 der Barnimer Busgesellschaft eine Verbindung nach Wandlitz im Nachbarkreis Barnim.

## Persönlichkeiten

### Söhne und Töchter der Gemeinde
- Sophie Marie von Pannwitz (1729–1814), preußische Hofdame, in Schönfließ geboren
- Otto Lindow (1900–1973), Bauunternehmer, in Mühlenbeck geboren
- Erwin Lambert (1909–1976), Maurermeister, am Ausbau von Konzentrationslagern beteiligt, in Schildow geboren

### Mit der Gemeinde verbundene Persönlichkeiten
- Leopold Krug (1770–1843), Nationalökonom, lebte in Mühlenbeck
- Werner von Veltheim (1843–1919), preußischer Politiker, lebte in Schönfließ
- Ernst Thrasolt (1878–1945), Judenretter, lebte in Schildow
- Martin Ziegler (1931–2015), Theologe, Moderator des Zentralen Runden Tisches in der DDR, lebte in Schildow
- Günter Stahn (1939–2017), Architekt, lebte in Schildow
- Thomas Lück (1943–2019), Schlagersänger, lebte in Schildow
- Walter Libuda (1950–2021), Maler, lebte in Schildow
- Paul Schmidt-Hellinger (* 1985), Arzt und Langstreckenläufer, lebt in Schildow
- Björn Werner (* 1990), ehemaliger deutscher American-Football-Spieler und Football-Experte, lebt in Schildow